# Oberweißenstein
Oberweißenstein ist ein Gemeindeteil des Marktes Grafengehaig im oberfränkischen Landkreis Kulmbach. Oberweißenstein liegt in der Gemarkung Grünlas.

## Geografie
Die Einöde liegt am Westhang des Horbacher Bergs (676 m ü. NHN). Eine Gemeindeverbindungsstraße führt nach Grünlas (0,6 km südlich) bzw. an Vordererb vorbei nach Horbach (0,9 km nordöstlich).

## Geschichte
Oberweißenstein wurde Anfang des 20. Jahrhunderts auf dem Gemeindegebiet von Grünlas gegründet. Im Zuge der Gebietsreform in Bayern wurde Oberweißenstein am 1. Januar 1972 nach Grafengehaig eingegliedert.

### Einwohnerentwicklung
| Jahr      | 001950 | 001961 | 001970 | 001987 |
| Einwohner | 11     | 6      | 1      | 0      |
| Häuser    | 1      | 1      |        | 1      |
| Quelle    | [ 9 ]  | [ 10 ] | [ 11 ] | [ 1 ]  |

## Religion
Oberweißenstein ist  evangelisch-lutherisch geprägt und  nach Zum Heiligen Geist (Grafengehaig) gepfarrt.